# Lajoskomárom
Lajoskomárom è un comune dell'Ungheria di 2.346 abitanti (dati 2001). È situato nella contea di Fejér.